# Саядов, Мехман Газанфар оглы
Мехман Газанфар оглы Саядов (азерб. Mehman Qəzənfər oğlu Sayadov; 21 ноября 1972 — 9 мая 1992) — Национальный герой Азербайджана.

## Биография
Мехман Саядов родился 21 ноября 1972 года в селе Гюнешли Варденисского района Армянской ССР. Смог окончить только 7 классов в средней школе родного села. Насильно изгнанная армянами из своего села, семья Саядовых, вынуждена была оставить родные места и нашла приют в селе Саркар Самухского района Азербайджана, где Мехман окончил восьмой класс. Тяжелая беженская жизнь не позволила ему продолжить учёбу. После школы Мехман занимался сельским хозяйством. В 18 лет Мехман был призван на службу в рядах Советской армии. Прослужив полгода в Свердловской области, Мехман вернулся в Азербайджан.

### Первая карабахская война
5 ноября 1991 года М. Саядов записался в добровольческий батальон «Азербайджанский флаг» и отправился на фронт. Мехман проявил мужество и отвагу в боях за села Косалар и Набиляр Шушинского района. 9 мая 1992 года в бою за село Набиляр Мехман Саядов погиб. Тело Саядова осталось лежать на поле боя.
На момент гибели был холост.

## Память
Указом Президента Азербайджана от 7 июня 1992 года Мехману Газанфар оглы Саядову присвоено высшее звание Национальный герой Азербайджана (посмертно).